# Aserbaidschanisch-türkische Beziehungen
Die Beziehungen zwischen der Republik Aserbaidschan und der Republik Türkei waren lange Zeit sehr herzlich und haben sich seit den 2000er Jahren etwas abgekühlt.
Nach Errichtung der türkischen Republik waren die Türkei und die Sowjetunion Verbündete. Die Sowjetunion war bereit, im Südkaukasus türkische Interessen zu berücksichtigen, nicht zuletzt aus diesem Grund wurde Bergkarabach Teil der Aserbaidschanischen Sozialistischen Sowjetrepublik. Nach dem Zweiten Weltkrieg richtete sich die türkische Politik in Richtung Westen aus, nicht zuletzt trat die Türkei der NATO bei. Sie betrieb in dieser Zeit gegenüber den Turkvölkern im Kaukasus und Zentralasien keine aktive Politik, teilweise verblieb sie sogar im Unklaren über die Lage der Turkvölker in der Sowjetunion.
Der Zerfall der Sowjetunion traf die Türkei entsprechend unvorbereitet. Er eröffnete der Türkei aber die Möglichkeit, ihre Brückenfunktion zwischen Westen und den Turkvölkern zu stärken, neue Absatzmärkte für türkische Produkte und neue Liefermärkte von Energie zu erschließen. Die USA ermutigten sie auf diesem Weg.
Nach der Unabhängigkeitserklärung Aserbaidschans war die Türkei am 9. November 1991 das wichtigste und kulturell nahestehendste Land. Sie war der erste Staat, der die junge Republik anerkannte; die Türkei setzte diesen Schritt bei den anderen Sowjetrepubliken erst einige Wochen später. In Ankara sprach man bereits von einer türkischen Welt von der Adria bis zur chinesischen Mauer. Bis 1992 verlief die Entwicklung der beiderseitigen Beziehungen langsam, weil der erste Präsident Aserbaidschans, Ayaz Mütəllibov, sehr vorsichtig agierte. Die Prioritäten für die Türkei in dieser Phase waren die Behauptung der aserbaidschanischen Eigenständigkeit, eine türkei-freundliche Regierung in Baku, die Verhinderung einer russischen Vorherrschaft im Südkaukasus, die Souveränität Aserbaidschans über Bergkarabach und ein Anteil am aserbaidschanischen Ölgeschäft.
Der zweite Präsident Aserbaidschans Abulfas Eltschibei agierte ausgesprochen pan-türkisch, war jedoch auch erratisch und destabilisierend. Die Türkei war an seinem Sturz insofern beteiligt, als sie russische Pläne, Surat Huseynov an die Macht zu bringen, durchkreuzte und an dessen Stelle Heydər Əliyev zur Machtübernahme verhalf. Əliyev agierte in der Folge sehr unabhängig von der Türkei. Er baute die Beziehungen zu den westlichen Staaten und zu anderen muslimischen Ländern aus, schickte die türkischen Militärberater nach Hause und führte die Visumspflicht für türkische Staatsbürger ein. Erst später, als er seine Position gefestigt hatte, verkündete er 1995 vor dem türkischen Parlament, dass die Türkei und Aserbaidschan eine Nation in zwei Staaten seien.
Im Bergkarabachkonflikt agierte die Türkei zunächst als Mediator und brachte den Konflikt auf die Agenda der OSZE. Trotz aller Sympathie für Aserbaidschan sah der damalige türkische Präsident keinen Anlass für eine Intervention, weil es dazu keine rechtliche Basis gab und Aserbaidschan auch nicht um eine Intervention gebeten hatte. Das Massaker an Aserbaidschanern in der Stadt Chodschali führte zu anti-armenischen Demonstrationen in der Türkei. Nach den armenischen Vorstößen auf aserbaidschanisches Territorium im Jahre 1992 kamen in der Türkei vermehrt Stimmen auf, die eine Intervention gegen Armenien forderten. Truppen marschierten an der Grenze zu Armenien auf, ein Handelsembargo gegen Armenien wurde verhängt. Ob Waffen an Aserbaidschan geliefert wurden, wie von Armenien behauptet, ist umstritten, sofern Waffen geliefert wurden, waren es nur kleine Mengen. Jedenfalls bildete türkisches Personal die aserbaidschanische Armee aus. Die Gründe für die türkische Zurückhaltung sind verschieden. Die in der Türkei damals dominierende Ideologie des Kemalismus erlaubte Interventionen im Ausland nur für den Fall, dass die Türkei direkt bedroht war. Deshalb war es unklar, ob es innerhalb der Türkei für einen Militäreinsatz im Kaukasus genug Unterstützung gegeben hätte. Das Risiko, auch Russland und den Iran in den Konflikt hineinzuziehen, war groß; Russland gab konkrete Drohungen von sich. Der armenische Einfluss auf die Politik in den USA und Europa hätte die EU-Beitrittspläne der Türkei gefährden oder zu Maßnahmen der USA gegen die Türkei führen können; die Türkei fürchtete auch eine Eskalation ähnlich dem Zypernkonflikt. Nicht zuletzt war das türkische Militär im eigenen Land mit Aktionen gegen die Kurden beschäftigt und nach dem Völkermord an den Armeniern ab 1915 wollte man nicht einen weiteren Feldzug gegen Armenien unternehmen. Wenngleich die aserbaidschanische Staatsführung die türkische Haltung verstand, so beschädigte sie doch das Ansehen der Türkei im Kaukasus und Zentralasien. Aserbaidschan wurde misstrauisch, als die Türkei westliche Hilfskonvois nach Armenien passieren ließ. Schließlich blieb die Türkei der einzige Verbündete Aserbaidschans im Krieg gegen Armenien, vor allem unter Präsident Süleyman Demirel.
Im Jahre 1994 misslang ein Staatsstreich der russischen Spezialpolizei OMON, in den hochrangige Vertreter der Türkei verwickelt waren. Die Premierministerin Tansu Çiller musste nach Baku reisen, um sich für die Aktivitäten einer unkontrollierbaren rechten Gruppierung zu entschuldigen. Obwohl der türkische Präsident Demirel seinen Kollegen Əliyev gewarnt hatte, waren die Beziehungen zwischen den beiden Staaten schwer beschädigt. Im Jahre 1995 hielt der aserbaidschanische Präsident Heydər Əliyev vor dem türkischen Parlament eine Rede, in der er die Türkei und Aserbaidschan als eine Nation in zwei Staaten bezeichnete. Nach den Wahlen in der Türkei vom Dezember 1995 verlagerte sich das türkische Interesse auf den Nahen Osten.
Am Ende der 1990er Jahre bewertete die Türkei ihre Beziehungen zum Südkaukasus neu. Sie befand sich dank US-amerikanischer Unterstützung in einer stärkeren Position und versuchte, sich als Regionalmacht zu profilieren. Aserbaidschan und Georgien spielten bei der Ausweitung des türkischen Einflusses eine Schlüsselrolle. Die Baku-Tiflis-Ceyhan-Pipeline, die diese drei Staaten unter Ausschluss ihrer mächtigen Nachbarn Russland und Iran bauten, war dabei ein wichtiges Element. Der Iran, der den Bau dieser Pipeline verhindern wollte, machte Druck auf Aserbaidschan, iranische Marineboote bedrängten im Jahre 2001 aserbaidschanische Explorationsschiffe im Kaspischen Meer und iranische Kampfflugzeuge drangen in aserbaidschanischen Luftraum ein. Die Türkei entsandte zehn Kampfflugzeuge nach Baku, die dort offiziell an einer Feierlichkeit teilnahmen. Dieser Besuch beendete die iranischen Aggressionen.
Die türkische Finanzkrise und der Ruhestand von Präsident Demirel führten zu einem langsamen Rückzug der Türkei aus ihren Kaukasus-Aktivitäten. Nach der Regierungsbeteiligung der AKP änderte sich die türkische Außenpolitik. Die Türkei verlagerte ihr Interesse wieder in den Nahen Osten, erkannte Irans Recht auf Atomenergie an, half Syrien aus seiner Isolation und begründete bessere Beziehungen zu Russland. Die Aserbaidschaner, säkularisierte schiitische Muslime, waren den türkischen Islamisten weniger wichtig. Dies alles führte zu einer Abkühlung der Beziehungen zwischen Ankara und Baku; generell ließ die Betonung der Brüderlichkeit unter den Turkvölkern nach, als der islamische Konservativismus in der Türkei stärker wurde. Parallel dazu gewann Aserbaidschan an Selbstbewusstsein.
Als nach dem russischen Georgienkrieg 2008 der Energiekorridor der Türkei durch den Südkaukasus gefährdet war, startete die Türkei eine Stabilitätsinitiative mit Russland, aber ohne den Westen und den Iran. Die türkische Haltung und ihr neues Verhältnis zu Russland beunruhigten Aserbaidschan. Beim Nabucco-Projekt sorgte die Türkei für viel Verwirrung und weitere Sorgen in Baku; die Türkei war von russischem Gas zu abhängig für dieses Projekt.
Ab 2008 fanden Gespräche zur Normalisierung der Beziehungen zwischen der Türkei und Armenien statt, wobei Ankara auch die Aufhebung des Embargos in Betracht zog, obwohl der Bergkarabachkonflikt noch nicht gelöst war. Baku war alarmiert, weil Armenien nach wie vor ein Sechstel des aserbaidschanischen Territoriums besetzt hält. Die Aufhebung des Embargos hätte bedeutet, das Druckmittel auf Armenien, sich aus Aserbaidschan zurückzuziehen, aus der Hand zu geben. In Aserbaidschan konstatierte man, dass man isoliert sei und dass die Türkei kein Verbündeter mehr sei.
Im Krieg um Bergkarabach 2020 unterstütze die Türkei Aserbaidschan militärisch (z. B. mit Drohnen vom Typ Bayraktar) und trug damit entscheidend zur Zerschlagung der Republik Arzach bei.

## Kultur
Im ersten Jahrzehnt nach der Unabhängigkeit war Aserbaidschan auf der Suche nach einer eigenen Identität und fand aufgrund der großen Ähnlichkeit der aserbaidschanischen Sprache mit der türkischen Sprache zahlreiche Gemeinsamkeiten mit der Türkei. Dazu trug der Konsum türkischen Fernsehens und die neugewonnene Reisefreiheit bei, aber auch das türkische Regierungssystem der 1990er Jahre, das stark säkularisiert war, sich langsam demokratisierte und starke Bindungen an den Westen pflegte. Dies war ein attraktives Vorbild für die Aserbaidschaner. Darüber hinaus kamen zahlreiche Geschäftsleute aus der Türkei nach Aserbaidschan, die sich in Märkten, die von Korruption und Überregulierung geprägt waren, gut auskannten.
Gleichzeitig fühlte sich die Türkei als deutlich größeres und bevölkerungsreicheres Land, das noch dazu Zentrum des Osmanischen Reiches gewesen war, als der große Bruder Aserbaidschans. Die Aserbaidschaner betrachteten sich jedoch als moderner, waren stolz auf ihre niedrigere Analphabetenquote, den höheren Anteil an Bürgern mit höherer Bildung und auf den stärkeren Einfluss der westlichen Welt auf ihren Lebensstil. Den zahlreichen türkischen Geschäftsleuten gegenüber waren sie skeptisch eingestellt, vor allem als die Türken ihr Versprechen, miteinander auf Augenhöhe umzugehen, brachen.